# Guillermo Sara
Guillermo Sara (Rafaela (Santa Fé), 30 de setembro de 1987) é um ex-futebolista argentino.

## Títulos
Atlético Rafaela
- Primera B Nacional: 2010/11

Boca Juniors
- Campeonato Argentino de Futebol (2): 2015, 2016–17
- Copa Argentina (1): 2014–15